# Episodi di Konosuba! - This Wonderful World

Logo originale della serie

Questa è la lista degli episodi dell'anime Konosuba! - This Wonderful World, adattamento dell'omonima serie di light novel scritta da Natsume Akatsuki e illustrata da Kurone Mishima.
Annunciato nel maggio 2015 sul sito ufficiale di Kadokawa Sneaker Bunko, un adattamento anime, prodotto da Studio Deen e diretto da Takaomi Kanasaki, è andato in onda dal 13 gennaio al 16 marzo 2016. Le sigle di apertura e chiusura sono rispettivamente Fantastic dreamer (lett. "Un sognatore fantastico") di Machico e Chiisa na bōkensha (ちいさな冒険者? lett. "Il piccolo avventuriero") delle doppiatrici Sora Amamiya, Rie Takahashi e Ai Kayano. In varie parti del mondo gli episodi sono stati trasmessi in streaming in simulcast da Crunchyroll, mentre in Australia e Nuova Zelanda i diritti sono stati acquistati da Madman Entertainment per AnimeLab.
Una seconda stagione anime, annunciata al termine della prima il 16 marzo 2016, è stata trasmessa tra l'11 gennaio e il 15 marzo 2017. Le sigle di apertura e chiusura sono rispettivamente Tomorrow (lett. "Domani") di Machico e Ouchi ni kaeritai (おうちに帰りたい? lett. "Voglio tornare a casa") di Amamiya, Takahashi e Kayano. I diritti internazionali sono stati riconfermati nelle stesse zone da Crunchyroll. Due episodi OAV sono stati pubblicati in allegato rispettivamente al nono e al dodicesimo volume delle light novel il 24 giugno 2016 e il 24 luglio 2017.
Il 18 luglio 2021, l'account Twitter ufficiale dell'anime di KonoSuba ha confermato che era in produzione un nuovo progetto anime. Quest'ultimo si è poi rivelato essere sia una terza stagione della serie principale che un adattamento dello spin-off Kono subarashii sekai ni bakuen o!. Entrambe le serie sono prodotte dallo studio Drive e dirette da Yujiro Abe, con la regia principale di Takaomi Kanasaki. Il resto dello staff principale proveniente dalle stagioni precedenti rimane il medesimo. 
La terza stagione è stata trasmessa dal 10 aprile al 19 giugno 2024 su Tokyo MX e altre reti. La sigla d'apertura è Growing Up di Machico mentre quella di chiusura è Ano hi no mama no bokura (あの日のままのぼくら?) cantata da Sora Amamiya (Aqua), Rie Takahashi (Megumin) e Ai Kayano (Darkness). Un terzo OAV, composto da due episodi, è stato proiettato nelle sale cinematografiche in Giappone il 14 marzo 2025 ed è stato distribuito in Blu-ray e DVD il 25 aprile.
Un seguito della serie anime è stato annunciato il 14 marzo 2025.

## Lista episodi

### Prima stagione
| Nº serie | Nº  | Titolo italiano (traduzione letterale) Giapponese 「Kanji」 - Rōmaji | In onda          | In onda |
| Nº serie | Nº  | Titolo italiano (traduzione letterale) Giapponese 「Kanji」 - Rōmaji | Giapponese       |         |
| 1        | 1   | L'autoproclamata dea e la reincarnazione in un altro mondo! 「この自称女神と異世界転生を！」 - Kono jishō megami to isekai tensei o! | 13 gennaio 2016  |         |
| 1        | 1   | Un ragazzo di nome Kazuma muore in un modo imbarazzante e prima di andare in paradiso incontra una dea di nome Aqua. |                  |         |
| 2        | 2   | Furore in questa chūnibyō! 「この中二病に爆焔を！」 - Kono chūnibyō ni bakuen o! | 20 gennaio 2016  |         |
| 2        | 2   | Nonostante Kazuma si sia portato dietro Aqua nel nuovo mondo, i due non hanno né soldi né equipaggiamenti e perfino completare le missioni più semplici è difficoltoso. Decidono così di reclutare nuovi membri nel gruppo. |                  |         |
| 3        | 3   | Un tesoro (mutandoso) nella mia mano destra! 「この右手にお宝（ぱんつ）を！」 - Kono migite ni otakara (pantsu) o! | 27 gennaio 2016  |         |
| 3        | 3   | Una dea di basso livello diventata un'arciprete, una maga che può usare la sua magia una volta al giorno e Kazuma stesso, la cui unica abilità è la fortuna. Kazuma si dispera vedendo i membri del suo gruppo, e all'orizzonte si prospetta l'arrivo di un nuovo strano membro. |                  |         |
| 4        | 4   | La magia di esplosione per un formidabile nemico! 「この強敵に爆裂魔法を！」 - Kono kyōteki ni bakuretsu mahō o! | 3 febbraio 2016  |         |
| 4        | 4   | Tutti i mostri più deboli sono scomparsi da quando uno dei leader dell'esercito demoniaco si è stabilito vicino alla città. Non avendo niente da fare, Kazuma accompagna Megumin al suo allenamento, che consiste nel far esplodere un castello abbandonato. |                  |         |
| 5        | 5   | Un prezzo per questa spada maledetta! 「この魔剣にお値段を！」 - Kono maken ni onedan o! | 10 febbraio 2016 |         |
| 5        | 5   | Alla ricerca di una missione per guadagnare soldi, Aqua accetta una richiesta che consiste nel purificare l'acqua di un lago pieno di alligatori, mentre gli altri la tengono al sicuro in una gabbia. |                  |         |
| 6        | 6   | Una conclusione per questa battaglia inutile! 「このろくでもない戦いに決着を！」 - Kono rokudemonai tatakai ni kecchaku o! | 17 febbraio 2016 |         |
| 6        | 6   | Arrabbiato perché Megumin ha continuato a fare esplodere il suo castello, Verdia torna alla carica e invia un esercito di non morti contro il gruppo di Kazuma. |                  |         |
| 7        | 7   | Una seconda morte in questa stagione gelata! 「この凍えそうな季節に二度目の死を！」 - Kono kogoesō na kisetsu ni nidome no shi o! | 24 febbraio 2016 |         |
| 7        | 7   | Avendo bisogno di soldi per pagare i debiti, nonostante il clima invernale, Kazuma e il suo gruppo accettano la missione di uccidere gli spiriti nevosi. |                  |         |
| 8        | 8   | Un aiuto per noi che non sopravviveremo all'inverno! 「この冬を越せない俺達に愛の手を！」 - Kono fuyu o kosenai oretachi ni ai no te o! | 2 marzo 2016     |         |
| 8        | 8   | Kazuma e Aqua visitano un negozio di una lich chiamata Wiz, che gli rivela di essere uno dei leader dell'esercito demoniaco, incaricata di proteggere una barriera che circonda il castello del re dei demoni. |                  |         |
| 9        | 9   | Sia benedetto questo negozio meraviglioso! 「この素晴らしい店に祝福を！」 - Kono subarashii mise ni shukufuku o! | 9 marzo 2016     |         |
| 9        | 9   | Kazuma e i suoi amici avventurieri Keith e Dust vanno in un negozio gestito da succubi, che danno agli avventurieri il meritato riposo, facendogli avere sogni erotici. |                  |         |
| 10       | 10  | La fiamma finale per questa fortezza assurda! 「この理不尽な要塞に終焔を！」 - Kono rifujin na yōsai ni shūen o! | 16 marzo 2016    |         |
| 10       | 10  | Il gruppo di Kazuma insieme a Wiz, viene scelto per guidare l'attacco contro Destroyer, che si avvicina sempre di più alla città. |                  |         |
| OAV      | OAV | Sia benedetto questo splendido collare! 「この素晴らしいチョーカーに祝福を！」 - Kono subarashii Chōkā ni shukufuku o! | 24 giugno 2016   |         |
| OAV      | OAV | Dopo aver incontrato Yunyun nel negozio di Wiz, Kazuma finisce per indossare un collare che presumibilmente esaudisce i desideri. Scopre però che il collare si stringerà gradualmente e finirà per strangolarlo a morte entro quattro giorni, a meno che non riesca a esaudire il desiderio che aveva inconsciamente espresso mentre lo indossava. Le ragazze ammettono di esserne in parte responsabili e si offrono di aiutarlo. Approfittando della pietà che riceve dalle ragazze, Kazuma le costringe a seguire ogni tipo di comando ridicolo e perverso per cercare di esaudire il suo desiderio sconosciuto. Mentre la maggior parte delle ragazze esaudisce i suoi desideri perversi, lui fa svolgere ad Aqua commissioni e lavori umili. Durante la terza notte, Yunyun chiede perché Megumin desideri salvare Kazuma, e afferma che è perché la porta in braccio quando sviene e perché sono amici. All'inizio del quarto giorno, Kazuma si sente in pace dopo aver sfogato tutti i suoi sentimenti insensibili nei confronti delle ragazze. Si scopre così che il desiderio che aveva espresso era quello di poter sapere cosa si prova a essere confortati, cosa che si è verificata prima delle sue confessioni, con il risultato che il collare si è slacciato senza che loro se ne accorgessero. Arrabbiate per le umiliazioni subite, le ragazze si vendicano di Kazuma, che si ritrova nuovamente in un imbarazzante incontro con Eris. |                  |         |

### Seconda stagione
| Nº serie | Nº  | Titolo italiano (traduzione letterale) Giapponese 「Kanji」 - Rōmaji | In onda          | In onda |
| Nº serie | Nº  | Titolo italiano (traduzione letterale) Giapponese 「Kanji」 - Rōmaji | Giapponese       |         |
| 11       | 1   | Un salvataggio da quest'ingiusta giustizia! 「この不当な裁判に救援を！」 - Kono futō na saiban ni kyūen o! | 11 gennaio 2017  |         |
| 11       | 1   | Kazuma viene arrestato per aver fatto accidentalmente esplodere il palazzo di un nobile durante il combattimento con Destroyer. Aqua, Megumin e Darkness cercano di farlo evadere per riprendere le loro avventure. |                  |         |
| 12       | 2   | Un'amica per la ragazza Demone Cremisi! 「この紅魔の娘に友人を！」 - Kono kōma no musume ni yūjin o! | 18 gennaio 2017  |         |
| 12       | 2   | Kazuma, Aqua e Megumin sono preoccupati per Darkness, quando arriva Sena, che gli comunica che devono uccidere le rane risvegliatesi dal letargo a causa delle esplosioni di Megumin. |                  |         |
| 13       | 3   | La pace eterna al padrone di questo labirinto! 「この迷宮の主に安らぎを！」 - Kono meikyū no aruji ni yasuragi o! | 25 gennaio 2017  |         |
| 13       | 3   | Volendo guadagnare dei soldi, Kazuma e Aqua decidono di esplorare un nuovo sentiero scoperto nel dungeon di Keele. |                  |         |
| 14       | 4   | Un promesso sposo per questa figlia nobile! 「この貴族の令嬢に良縁を！」 - Kono kizoku no reijō ni ryōen o! | 1º febbraio 2017 |         |
| 14       | 4   | Darkness ritorna all'improvviso chiedendo l'aiuto degli altri per poter evitare il matrimonio combinato con il figlio di Alderp, Walther. |                  |         |
| 15       | 5   | Schiavitù per questo cavaliere mascherato! 「この仮面の騎士に隷属を！」 - Kono kamen no kishi ni reizoku o! | 8 febbraio 2017  |         |
| 15       | 5   | A causa del cerchio magico disegnato da Aqua nel dungeon di Keele, strane bambole esplosive hanno iniziato ad apparire, mettendo la città in pericolo. |                  |         |
| 16       | 6   | Addio a questo mondo irritante! 「この煩わしい外界にさよならを！」 - Kono wazurawashii gaikai ni sayonara o! | 15 febbraio 2017 |         |
| 16       | 6   | Kazuma scopre con sorpresa che Vanir ha avuto una vita extra e che ha lasciato il posto di comandante dell'esercito demoniaco, lavorando nel negozio di Wiz. Vanir propone a Kazuma una collaborazione per vendere i prodotti del suo mondo. |                  |         |
| 17       | 7   | Un invito per questo impudente ottuso! 「このふてぶてしい鈍らに招待を！」 - Kono futebuteshii namakura ni shōtai o! | 22 febbraio 2017 |         |
| 17       | 7   | Su idea di Megumin, lei, Kazuma, Aqua, Darkness e Wiz decidono di partire per Arcanretia, la città dell'acqua e delle sorgenti termali. |                  |         |
| 18       | 8   | Un giro turistico in questa città pietosa! 「この痛々しい街で観光を！」 - Kono itaitashii machi de kankō o! | 1º marzo 2017    |         |
| 18       | 8   | Kazuma e gli altri riescono ad attirare i falconi corridori in una grotta e a liberarsene, per poi causare altri problemi ai viaggiatori quando Aqua attira un'orda di zombie. |                  |         |
| 19       | 9   | Una dea per questa città delle terme impura! 「この不浄な温泉街に女神を！」 - Kono fujō na onsengai ni megami o! | 8 marzo 2017     |         |
| 19       | 9   | Dopo aver scoperto che Aqua sta confessando gli abitanti della città, Kazuma si rilassa nei bagni misti, dove incontra un uomo che è stanco quanto lui del comportamento dei cittadini. |                  |         |
| 20       | 10  | Siano benedetti questi compagni meravigliosi! 「この素晴らしい仲間たちに祝福を！」 - Kono subarashii nakama-tachi ni shukufuku o! | 15 marzo 2017    |         |
| 20       | 10  | Dopo essere fuggiti dalla folla inferocita, il gruppo scopre che la sorgente della città è stata avvelenata dall'uomo del giorno prima, che si rivela essere uno degli ufficiali dell'esercito demoniaco. |                  |         |
| OAV      | OAV | Sia benedetta questa splendida opera d'arte! 「この素晴らしい芸術に祝福を！」 - Kono subarashii Geijutsu ni shukufuku o! | 24 luglio 2017   |         |
| OAV      | OAV | Per cercare di fare bella figura con un'avventuriera alle prime armi di nome Ran, che sostiene di essere una sua fan, Kazuma accetta una missione insieme al suo gruppo. Così vanno a combattere con un golem robotico, il quale però si autodistrugge. Kazuma torna alla gilda e si vanta con Ran del successo della missione, ma si ritrova a doverne completare un'altra, che prevede di indagare sulle rovine in cui sono stati in precedenza. Mentre cercano degli oggetti, trovano un diario che narra della vita di un precedente NEET giapponese che si è reincarnato in questo mondo. L'autore era un uomo in grado di creare qualsiasi cosa volesse, e poi racconta di come alla fine si sia arreso pensando al motivo per cui avrebbe dovuto combattere il Re Demone. Il diario racconta come ha creato il golem e i robot bishōjo, così come la sua scelta di diventare un mercante in una città ricca, e Kazuma si rende conto di averlo già incontrato. Dopo che Aqua ha finito di leggere, Kazuma cerca un robot bishōjo e dopo averlo attivato, il ragazzo sostiene di essere il suo padrone. Il robot però tira fuori una frusta e inizia a maltrattare Kazuma, che si rende conto che il creatore è un masochista. Dopo che Megumin ha distrutto le rovine, Kazuma racconta l'accaduto a Ran, che si disinteressa e sembra litigare con Luna. Pensando di risolvere il litigio, Kazuma scopre che Ran non è una sua fan e che è stata inviata a motivare lui e il suo gruppo a fare altre missioni. Dopo essere state scoperte, Ran e Luna fingono di elogiare Kazuma, il quale però preso dalla rabbia usa la sua abilità Steal per rubare le loro mutandine. |                  |         |

### Terza stagione
| Nº serie | Nº  | Titolo italiano (traduzione letterale) Giapponese 「Kanji」 - Rōmaji | In onda        | In onda |
| Nº serie | Nº  | Titolo italiano (traduzione letterale) Giapponese 「Kanji」 - Rōmaji | Giapponese     |         |
| 21       | 1   | Sia benedetto questo futuro radioso! 「この明るい未来に祝杯を！」 - Kono akarui mirai ni shukuhai o! | 10 aprile 2024 |         |
| 21       | 1   | Dopo il ritorno di Kazuma e del suo gruppo ad Axel, Kazuma è ancora traumatizzato dalle esperienze vissute nella lotta contro il demone generale Sylvia durante gli eventi del film. Frustrato per la sua scarsa fortuna in campo sentimentale, Kazuma decide di cambiare la sua classe in monaco e di unirsi a un ordine religioso. Mentre Kazuma si reca in un santuario vicino, Aqua, Megumin e Darkness lo seguono per cercare di convincerlo a cambiare idea. Durante il tragitto, incontrano una ragazza ferita, che Kazuma avverte essere un mostro camuffato chiamato Ragazza della Serenità, che presenta una facciata di innocenza per attirare le sue prede. Nonostante gli avvertimenti di Kazuma, nessuno del gruppo riesce a uccidere la Ragazza della Serenità e le risparmiano la vita. In seguito, Kazuma decide di tornare indietro per intimare alla Ragazza della Serenità di non attaccare i monaci locali, ma la sorprende a mostrare la sua vera personalità. In seguito, recupera da una delle vittime del mostro un martello magico, in grado di creare monete d'oro dal nulla, e decide di tornare ad Axel, dove Chris glielo ruba. Alla sera, Hagen consegna un messaggio della prima principessa del regno, Iris, che invita Kazuma e il gruppo a una cena reale. |                |         |
| 22       | 2   | Un sorriso per questa ragazza cupa! 「この笑わない少女に微笑みを！」 - Kono warawanai shōjo ni hohoemi o! | 17 aprile 2024 |         |
| 22       | 2   | Dopo aver venduto un lotto di accendini dal negozio di Wiz, Kazuma e il suo gruppo si recano a incontrare Iris. Nonostante l'approccio difficile, la cena procede senza intoppi fino a quando Iris chiede a Kazuma di raccontare la storia di come ha sconfitto Kyōya Mitsurugi. Kazuma, non volendo rivelare di aver fatto ricorso all'inganno usando l'abilità Steal, racconta una storia abbellita. Tuttavia, quando è costretto ad ammettere di appartenere solamente alla classe avventuriero, la più debole di tutte, Iris inizia a dubitare delle parole di Kazuma. Darkness allora si fa avanti per difendere l'integrità di Kazuma, insistendo sul fatto che è un suo compagno fidato. Claire, la guardia del corpo di Iris, sfida Kazuma a duello per testare le sue capacità. Tuttavia, il duello termina rapidamente quando Kazuma usa la sua abilità Steal e ruba accidentalmente la biancheria intima di Claire invece della sua spada. Nonostante ciò, Iris rimane sempre più affascinata da Kazuma, che le promette di raccontarle altre storie sulle sue avventure. Quando Iris e il suo seguito stanno per teletrasportarsi nella capitale reale, porta con sé Kazuma. |                |         |
| 23       | 3   | Una rieducazione per questa brillante ragazzina! 「この賢しい少女に再教育を！」 - Kono sakashī shōjo ni saikyōiku o！ | 24 aprile 2024 |         |
| 23       | 3   | Kazuma viene accolto come ospite nel palazzo reale perché Iris agisce molto raramente in base ai suoi desideri. Inizialmente diffidente, Kazuma instaura rapidamente un legame con Iris, che lo considera come un fratello maggiore. Decide di rimanere a palazzo ancora per un po', fungendo da compagno di giochi e imparando a conoscere la sua vita solitaria e isolata all'interno del castello a causa del suo status reale e dei continui attacchi dell'esercito del Re Demone. Una settimana dopo, Darkness, Aqua e Megumin arrivano a palazzo per riportare Kazuma ad Axel, ma Iris chiede di organizzare prima una festa di addio per lui. Durante la festa, Kazuma sente i nobili discutere del matrimonio di Darkness con il primo principe, Jastice. Si incontra quindi in privato con Iris, che ammette di apprezzarlo perché la tratta come una persona alla pari invece che come una principessa come tutti gli altri. Dopo aver sentito parlare di un misterioso ladro che prende di mira i nobili che hanno una cattiva reputazione nella capitale, Kazuma si offre volontario per catturare il ladro e rimanere nel castello con Iris. Tuttavia, il suo piano si ritorce contro quando Claire lo manda a stare nella villa di Alderp, il prossimo obiettivo più probabile del ladro. |                |         |
| 24       | 4   | La vendetta su questo affascinante ladro! 「このイケメン義賊に天誅を！」 - Kono ikemen gizoku ni tenchū o! | 1º maggio 2024 |         |
| 24       | 4   | Kazuma e il suo gruppo trascorrono una settimana nella villa di Alderp alla ricerca del ladro. Kazuma, Aqua e Megumin approfittano dell'ospitalità di Alderp, facendolo arrabbiare abbastanza da ordinare loro di andarsene. La sera prima della partenza, Kazuma, mentre va a farsi uno spuntino notturno, incontra Chris, che si scopre essere il ladro che stanno cercando. Kazuma si rifiuta di ascoltare le sue ragioni per aver rubato ai nobili e la lascia fuggire, mentre lei lo colpisce, su sua richiesta, con l'incantesimo Bind per dissipare i sospetti. Tuttavia, il gruppo di Kazuma approfitta della situazione per vendicarsi delle sue angherie. Dopo aver lasciato la villa di Alderp, Kazuma è costretto a riferire la sua mancata cattura del ladro a Iris, che lo congeda a malincuore dal castello. Alla sera, Chris incontra di nuovo Kazuma, spiegandogli che è alla ricerca di potenti oggetti chiamati Tesori Divini, gli strumenti speciali dati a ciascuno dei giapponesi reincarnati. Chiede il suo aiuto per rubarne uno dal palazzo, ma Kazuma rifiuta. L'esercito del Re Demone attacca nuovamente la capitale e Kazuma si unisce alla prima linea per impressionare Iris. |                |         |
| 25       | 5   | Una rieducazione per questa ragazzina vivace! 「この箱入り王女に悪友を！」 - Kono hakoiri ōjo ni akuyū o! | 8 maggio 2024  |         |
| 25       | 5   | Kazuma e il suo gruppo si uniscono alle forze che difendono la capitale e, mentre il suo gruppo riesce a gestire la situazione, Kazuma cade in un'imboscata e viene ucciso dai coboldi. Mentre Kazuma si trova nell'aldilà, Eris gli ordina di recuperare i Tesori Divini e lui non può far altro che accettare. Dopo essere stato rianimato, Kazuma riporta Megumin al castello per farle recuperare le forze, e incontra Iris. Megumin intuisce che la collana che Iris indossa ha un potere magico e rivela che si tratta di una reliquia magica che le è stata affidata dal fratello, ma nessuno sa a cosa serva. Kazuma riconosce l'iscrizione in giapponese sulla scritta e la attiva accidentalmente, scambiandosi il corpo con Iris. Si rende conto che la collana è uno dei Tesori Divini di cui gli aveva parlato Eris. Mentre Iris coglie l'occasione per lasciare il castello inosservata insieme a Megumin, Kazuma si finge Iris finché l'incantesimo non si esaurisce. Kazuma approfitta della sua posizione per entrare nella vasca da bagno con Darkness e Claire, per poi ritrovarsi improvvisamente nel proprio corpo e venire pestato da un gruppo di teppisti con cui Iris e Megumin hanno litigato. |                |         |
| 26       | 6   | Un addio a questo stile di vita lussuoso! 「この素敵な暮らしにさよならを！」 - Kono sutekina kurashi ni sayonara o! | 15 maggio 2024 |         |
| 26       | 6   | La notizia dello scambio di corpi si diffonde nella capitale, trasformando Kazuma in una paria sociale. Alla sera, Chris gli chiede aiuto per rubare la collana a causa di un oscuro segreto che possiede: lo scambio di corpi diventa permanente se uno dei corpi scambiati muore, il che significa che si può ottenere la vita eterna scambiando all'infinito i corpi con una persona più giovane e poi uccidendola. Saputo ciò, Kazuma accetta finalmente di aiutare Chris. Sebbene siano costretti a farsi strada tra le guardie di Iris, Kyōya e il gruppo di Kazuma dopo essersi introdotti nel castello, riescono a rubare la collana e a fuggire. Tuttavia, Kazuma ruba accidentalmente anche l'anello di Iris. Darkness capisce subito che i responsabili sono Kazuma e Chris e avverte il ragazzo di non far sapere a nessuno che ha l'anello, perché Iris avrebbe dovuto darlo solo alla persona che intendeva sposare. Iris si congeda da Kazuma e dal suo gruppo. Più tardi, Iris fa capire che ha sempre saputo che Kazuma era il ladro e attende con ansia il giorno in cui lui sconfiggerà il Re Demone per poterlo sposare. Nel frattempo, Alderp tortura qualcuno per ottenere maggiori informazioni, dato che un Tesoro Divino che aveva è stato rubato. |                |         |
| 27       | 7   | Riposo per questo avventuriero emergente! 「この成り上がり冒険者にも安息を！」 - Kono nariagari bōken-sha ni mo ansoku o! | 22 maggio 2024 |         |
| 27       | 7   | Kazuma e il suo gruppo tornano ad Axel da eroi. Kazuma stesso riceve un'enorme fortuna, poiché gli viene assegnata la taglia per aver sconfitto Sylvia e ottiene il ritorno dei suoi investimenti nell'attività di Vanir. Nel frattempo, Aqua si convince a comprare un uovo che crede essere di drago e che chiama affettuosamente "Imperatore Zel", anche se Kazuma crede che sia stata truffata per comprare un normale uovo di gallina. Nel negozio di Wis, Vanir si offre di leggere il destino di Darkness e la avverte che l'ombra della distruzione incombe sulla sua famiglia e che nulla può fare per salvarla. Darkness parte quindi per visitare il padre malato, mentre Vanir avverte anche Kazuma di non oziare con la ricchezza appena acquisita. In seguito, Darkness torna alla villa e convince Kazuma ad aiutarla a riscuotere la taglia su un'idra di Kowloon. Il gruppo usa Aqua per purificare il lago in cui risiede l'idra e la fa emergere, ma quando viene a galla rimane bloccata sopra una delle sue teste. Poiché Megumin non può lanciare l'incantesimo di esplosione senza rischiare di ferire Aqua, il gruppo è costretto a combattere l'idra a viso aperto. Altrove, Alderp osserva un dipinto di Darkness. |                |         |
| 28       | 8   | Un eterno riposo per il padrone di questo lago! 「この湖の主に永遠の眠りを！」 - Kono mizūmi no omo ni eien no nemuri o! | 29 maggio 2024 |         |
| 28       | 8   | Kazuma e il suo gruppo non riescono a sconfiggere l'idra e il corpo di Kazuma viene inghiottito e digerito, ma Darkness riesce a recuperarlo in modo che Aqua possa rianimarlo. Il gruppo si ritira ad Axel per riposare e Kazuma sospetta che Darkness abbia altri motivi per dare la caccia all'idra. Quando tornano alla gilda, apprendono che la capitale non invierà cavalieri a dare la caccia all'idra perché è impegnata a cercare i ladri responsabili del furto dei Tesori Divini dal palazzo reale. Inoltre, una taglia per i ladri è stata affissa ad Axel perché l'indovino dei Demoni Cremisi ha suggerito che i ladri si nascondono in città. Mentre Kazuma si nasconde nella sua villa, si preoccupa dell'ossessione di Darkness per la sconfitta dell'idra. Quando la donna si allontana per cercare di combatterla da sola, Kazuma raduna gli avventurieri di Axel per aiutarla. Mentre gli avventurieri legano l'idra, Kazuma riesce a prosciugarne il mana mentre Darkness lo protegge dallo schiacciamento del suo corpo. Una volta prosciugato il mana dell'idra, Megumin la distrugge con la magia dell'esplosione. Gli avventurieri festeggiano l'annientamento del mostro, ma quando Kazuma, Aqua e Megumin tornano alla villa, trovano una lettera di Darkness che li informa che ha lasciato il gruppo. |                |         |
| 29       | 9   | Una conversazione per questa fuga! 「この家出娘に説教を！」 - Kono iede musume ni sekkyō o! | 5 giugno 2024  |         |
| 29       | 9   | Kazuma e il suo gruppo tentano di confrontarsi con Darkness per la sua uscita dalla squadra, ma lei si rifiuta di farli entrare nella sua villa. Kazuma cerca quindi di reclutare un nuovo tank per il suo gruppo, ma Megumin sabota deliberatamente i suoi tentativi. Dust chiede aiuto a Kazuma per tenere d'occhio la sua compagna Rin, che teme sia stata sedotta da un nobile sospetto. Dust affronta il nobile, ma Rin rivela a Kazuma che il nobile è in realtà interessato a Dust e che lei stava cercando di proteggerlo. Mentre Rin e Kazuma lasciano Dust al suo destino, Rin accenna alle voci secondo cui Darkness sposerà Alderp. Quella notte, Kazuma si intrufola nella villa di Darkness e la affronta, ammettendo che deve sposare Alderp per saldare un debito che la sua famiglia ha con lui. Tuttavia, Darkness si rifiuta di annullare il matrimonio e cerca di cacciare Kazuma dalla villa. Kazuma fugge e si ritrova nella stanza del padre di Darkness. Quest'ultimo chiede a Kazuma di prendere la figlia e fuggire il più lontano possibile, ma Kazuma scappa da solo, non volendo fuggire con Darkness. Kazuma torna quindi alla sua villa, sconfitto. |                |         |
| 30       | 10  | Una benedizione per questa sposa egoista! 「この身勝手な花嫁に祝福を！」 - Kono migattena hanayome ni shukufuku o! | 12 giugno 2024 |         |
| 30       | 10  | Alderp annuncia rapidamente la data del suo matrimonio con Darkness. Nonostante le suppliche di Megumin e Aqua, Kazuma si rifiuta di farsi coinvolgere a meno che Darkness non chieda direttamente il suo aiuto, e rimane a risolvere i problemi che Megumin e Aqua hanno causato nei loro complotti per cercare di annullare il matrimonio. Megumin lo affronta in seguito per la sua inazione e lui ammette che non sa come possano farcela sfidando un nobile potente come Alderp. Vanir rivela a Kazuma che la famiglia Dustiness si è indebitata con Alderp per aver chiesto un prestito per riparare i danni causati dal Destroyer e dai tentativi del gruppo di Kazuma di fermarlo, con la clausola che se il debito non può essere pagato, Darkness deve dare il suo corpo come garanzia. Furioso, Kazuma stringe un accordo con Vanir per salvare Darkness. Al matrimonio, Darkness ricorda con affetto il tempo trascorso con Kazuma e il suo gruppo, ma si rassegna al suo destino, certa che Kazuma non verrà a salvarla. Tuttavia, all'inizio della cerimonia, Kazuma e Aqua si imbucano travestiti da membri del clero e Kazuma dichiara che "rapirà" Darkness per proteggerla da Alderp. |                |         |
| 31       | 11  | Le benedizioni di Dio per questi giorni immutabili! 「この変わらない日常に祝福を！」 - Kono kawaranai nichijō ni shukufuku o! | 19 giugno 2024 |         |
| 31       | 11  | Kazuma salda il debito di 2 miliardi di eris di Darkness grazie alla vendita delle sue idee merceologiche a Vanir. Alderp, però, ordina alle sue guardie di trattenere Kazuma e Darkness finché non arrivano Megumin e Yunyun in loro soccorso. Megumin minaccia di lanciare l'incantesimo di esplosione in mezzo alla città, spaventando le guardie che si ritirano. Alderp cerca quindi di corrompere gli avventurieri per catturare Darkness, ma questi danno inizio a una rissa con le truppe di Alderp per coprire la fuga del gruppo di Kazuma. Tornati alla villa di Darkness, trovano il padre malato, che è felice per l'annullamento del matrimonio e riceve la benedizione di Aqua, che dissipa una maledizione su di lui. Nel frattempo, Vanir affronta Alderp, rivelando di aver fatto andare Kazuma al suo matrimonio come parte del suo piano per salvare il suo amico, il demone Maxwell, che Alderp aveva reso schiavo utilizzando un Tesoro Divino e costringendolo a maledire il padre di Darkness. Vanir libera Maxwell dal suo contratto e questi prende Alderp per nutrirsi della sua disperazione e completare la sua parte del contratto. Con la caduta in disgrazia di Alderp e la scoperta dei suoi crimini, Kazuma e il suo gruppo non devono più temere di diventare fuggitivi e forse il ragazzo riceverà il rimorso di 2 miliardi di eris. Darkness si scusa con il gruppo per averli abbandonati e aver causato tanti problemi, ma questi la riaccettano volentieri in squadra. Infine, Kazuma scherza sul fatto che Darkness è ora legalmente considerata una divorziata, chiamandola "Divorzianess". |                |         |
| OAV      | OAV | Le benedizioni di Dio su questi fantastici Bonus Stage! 「この素晴らしいボーナスステージに祝福を！」 - Kono subarashii Bōnasu Sutēji ni shukufuku o! | 14 marzo 2025  |         |

## Home video

### Giappone
La prima stagione è stata pubblicata in DVD e Blu-ray dal 25 marzo al 29 luglio 2016. Un OAV è uscito il 24 giugno 2016.
| Volume | Episodi | Data di pubblicazione |
| ------ | ------- | --------------------- |
| 1      | 1–2     | 25 marzo 2016         |
| 2      | 3–4     | 27 aprile 2016        |
| 3      | 5–6     | 27 maggio 2016        |
| 4      | 7–8     | 24 giugno 2016        |
| 5      | 9-10    | 29 luglio 2016        |
| -      | OAV     | 24 giugno 2016        |

La seconda stagione è stata pubblicata in DVD e Blu-ray dal 24 marzo al 28 luglio 2017. Un OAV è uscito il 24 luglio 2017.
| Volume | Episodi | Data di pubblicazione |
| ------ | ------- | --------------------- |
| 1      | 1–2     | 24 marzo 2017         |
| 2      | 3–4     | 28 aprile 2017        |
| 3      | 5–6     | 26 maggio 2017        |
| 4      | 7–8     | 30 giugno 2017        |
| 5      | 9-10    | 28 luglio 2017        |
| -      | OAV     | 24 luglio 2017        |

La terza stagione è stata pubblicata in DVD e Blu-ray dal 24 luglio al 25 ottobre 2024. Un OAV è uscito il 25 aprile 2025.
| Volume | Episodi | Data di pubblicazione |
| ------ | ------- | --------------------- |
| 1      | 1-2     | 24 luglio 2024        |
| 2      | 3-5     | 28 agosto 2024        |
| 3      | 6-8     | 25 settembre 2024     |
| 4      | 9-11    | 25 ottobre 2024       |
| -      | OAV     | 25 aprile 2025        |